# BURN -burn your fire of love-
BURN -burn your fire of love- è il secondo singolo dei Sex Machineguns pubblicato il 18 settembre del 1998 edito dalla Toshiba-EMI, estratto dall'album Sex Machineguns.

## Tracce
1. BURN -burn your fire of love-
2. Golden Hammer BLACK